# Vladímir Shcherbakov
Vladímir Ivánovich Shcherbakov (en ruso: Владимир Иванович Щербаков; Urivki, Imperio ruso, 1 de juliojul./ 14 de julio de 1901greg. - Leningrado, Unión Soviética, 4 de noviembre de 1981) fue un oficial militar soviético que combatió en las filas del Ejército Rojo durante la Segunda Guerra Mundial, donde alcanzó el grado militar de teniente general (1943). Durante la guerra tuvo un destacado papel, sobre todo en el Sitio de Leningrado y, posteriormente, en la defensa de la región entre Múrmansk, Kandalakcha y Uhtua. En octubre de 1944 participó en la exitosa operación Petsamo-Kirkenes, que supuso la liberación de la región de Petsamo (actual Péchenga) y la provincia de Finnmark, en el norte de Noruega. Después de la guerra fue elegido diputado de la III Convocatoria del Sóviet Supremo de la Unión Soviética (1950-1954).

## Biografía

### Infancia y juventud
Vladímir Shcherbakov nació en 1901 en la pequeña localidad rural de Urivki —en esa época situada en la gobernación de Oriol en el Imperio ruso, actualmente ubicada en el óblast de Lípetsk en Rusia—. Durante la guerra civil rusa, fue reclutado por el Ejército Rojo y sirvió como soldado en el destacamento de bombardeo Yeletsky. A principios de mayo, se inscribió como cadete en los cursos de infantería de Yelets, que luego fueron trasladados a la ciudad de Sérpujov y renombrados como los cursos de infantería de los comandantes rojos del Frente Sudoeste. Como parte de estos cursos, entre mayo y junio, participó en batallas en el Frente Sur contra las tropas de la Guardia Blanca del general Antón Denikin, en el área de Kalach del Don y en la estación Berezina. En agosto, luchó contra las tropas de los cosacos del Don del general blanco Konstantín Mamontov en el zona de Yelets.
Después de completar los cursos en julio de 1920, fue nombrado comandante de la compañía de marcha del 2.º Regimiento de Reserva. Participó en la guerra polaco-soviética luchando contra los polacos y las fuerzas ucranianas de Simon Petliura con el frente suroeste del general soviético Aleksandr Yegórov, alcanzando el grado de comandante de compañía. También en 1921, participó en la eliminación del bandidaje en la provincia de Podolsk.

### Periodo de entreguerras
Después del final de la guerra civil, desde noviembre de 1923 estuvo al mando de un pelotón y una compañía como parte del 212.º Regimiento de Fusileros de Moscú de la 24.ª División de Fusileros de Hierro de Samara-Ulyanovsk. Estudió en el Curso de Mejora Táctica y Tiro de la Comintern para Comandante del Ejército Rojo, donde se graduó en 1928. En febrero de 1928, fue nombrado comandante de batallón y jefe de Estado Mayor del 286.º Regimiento de fusileros de la 96.ª División de Fusileros.
Desde noviembre de 1930 enseñó tácticas en la Escuela Militar Lenin, desde junio de 1932, en los cursos de entrenamiento de comandantes de reserva de Leningrado. Más tarde fue nombrado jefe de la unidad de formación allí. En 1938 se graduó en la Academia Militar Frunze. Desde julio de 1938 se desempeñó como asistente del comandante de la 90.º División de fusileros y, desde marzo de 1939, fue comandante de la 104.º División de Fusileros en el distrito militar de Leningrado.
En septiembre de ese mismo año, la división fue trasladada por barcos de la Flota del Norte y la Armada Civil por mar a la zona de la península de Ribachi y a la costa sur de la bahía de Motovsky (zona de Titovka). Con el inicio de la guerra de Invierno la 104.ª División de Fusileros (entonces se llamaba 104.ª División de Fusileros de Montaña) bajo el mando de Shcherbakova cruzó la frontera con Finlandia, destruyó las débiles guarniciones finlandesas en la península de Ribachi, capturó la ciudad de Petsamo, el puerto de Liinajamari, el pueblo de Luostari y llegó a la frontera con Noruega, donde se puso a la defensiva, después de haber alcanzado sus objetivos.
Por el hábil mando de la división en estas batallas, el Kombrig (comandante de brigada) Shcherbakov recibió la Orden de la Bandera Roja. Después de la guerra, la división estuvo estacionada en la ciudad de Kandalakcha en el óblast de Múrmansk, y llevó a cabo tareas para proteger la frontera de la URSS con Noruega. En enero de 1941, fue nombrado comandante del 50.° Cuerpo de Fusileros del 23.º Ejército en el istmo de Carelia del Distrito Militar de Leningrado, que llevó a cabo las tareas de cubrir la frontera noroeste de la URSS en el istmo de Carelia. Al mismo tiempo, sus formaciones y unidades se dedicaron a la construcción de un área fortificada en la nueva frontera con Finlandia.

### Segunda Guerra Mundial
Con el 50.° Cuerpo de Fusileros, en junio de 1941 en el istmo de Carelia y en la región de Víborg, entró en combate contra las tropas finlandesas al iniciarse la invasión alemana de la Unión Soviética. Posteriormente, se convirtió en comandante del 42.º Ejército, entonces todavía en formación, con el que en agosto de 1941 participó en la defensa de la bahía de Koporie, en el frente de Leningrado, donde resultó herido en combate. Entre el 1 y el 24 de septiembre de 1941 fue nombrado comandante del 8.º Ejército, cuyas formaciones lucharon en los accesos cercanos a Leningrado. En el transcurso de feroces batallas, las tropas del ejército, en cooperación con las fuerzas de la Flota del Báltico, defendieron la cabeza de puente de Oranienbaum, que posteriormente jugaría un papel importante en el Sitio de Leningrado. El 24 de septiembre fue destituido de su cargo, por orden de los generales Gueorgui Zhúkov y Andréi Zhdánov, porque se lo consideró «inadecuado para el cargo» y pasó al mando de la 11.ª División de Fusileros del mismo 8.º Ejército.
Como comandante de la 11.ª División de Fusileros, luchó con valentía, por lo que en febrero de 1942 volvió a ser condecorado con la Orden de la Bandera Roja. En marzo de 1942, el mayor general Vladímir Shcherbakov fue nombrado subcomandante del 23.º Ejército. Un mes después, tomó el mando de las tropas del 14.º Ejército del Frente de Carelia, mando que mantendría hasta el final de la guerra.
Con su ejército, participó en combates en el extremo norte de Rusia, en la defensa de la región entre Múrmansk, Kandalaksha y Uhtua contra fuerzas alemanas y finlandesas numéricamente superiores, y logró evitar que los nazis y sus aliados finlandeses capturaran Múrmansk y el ferrocarril que conectaba la ciudad con el resto de la Unión Soviética. El ferrocarril Múrmansk-Moscú era de una importancia capital para la Unión Soviética puesto que por ese ferrocarril se canalizaba parte de la ayuda económica que la Unión Soviética recibía de los Estados Unidos a través de la ley de Préstamo y Arriendo.
El 23 de abril de 1942, el 14.º Ejército lanzó una ofensiva limitada en la zona de Finlandia central, contra el III Cuerpo Germano-Finlandés. El 14.º Ejército envió algunas unidades en un vasto arco, girando hacia el flanco norte de los defensores alemanes y amenazando con cortar su línea de suministros. Sin embargo, las fuerzas soviéticas eran demasiado débiles y extendidas para completar el trabajo. Del 5 al 7 de mayo, fueron rodeadas y virtualmente destruidas. El deshielo primaveral detuvo las operaciones en la zona. Después de estos combates el frente permaneció tranquilo hasta 1944. Por su valor como comandante del 14.º Ejército, en 1943 fue ascendido al rango de teniente general.
Del 7 de octubre al 29 de octubre de 1944, el 14.º Ejército bajo el liderazgo del teniente general Vladímir Shcherbakov, en cooperación con la Flota del Norte al mando del almirante Arseni Golovkó, llevaron a cabo la exitosa operación Petsamo-Kirkenes. El ejército en ese momento constaba de ocho divisiones de fusileros de montañas, cinco divisiones de fusileros, una brigada de tanques, dos brigadas de ingenieros, una brigada de lanzacohetes, veintiuno regimientos de artillería y morteros y dos regimientos de artillería pesada autopropulsada (en total 97 000 tropas, 2212 cañones y morteros, 107 tanques y cañones autopropulsados). Como resultado, las tropas alemanas fueron expulsadas del Ártico soviético y las regiones del norte de Noruega fueron liberadas, así mismo la Unión Soviética se garantizaba la posesión de las vitales minas de níquel de Petsamo (actual Pechenga).

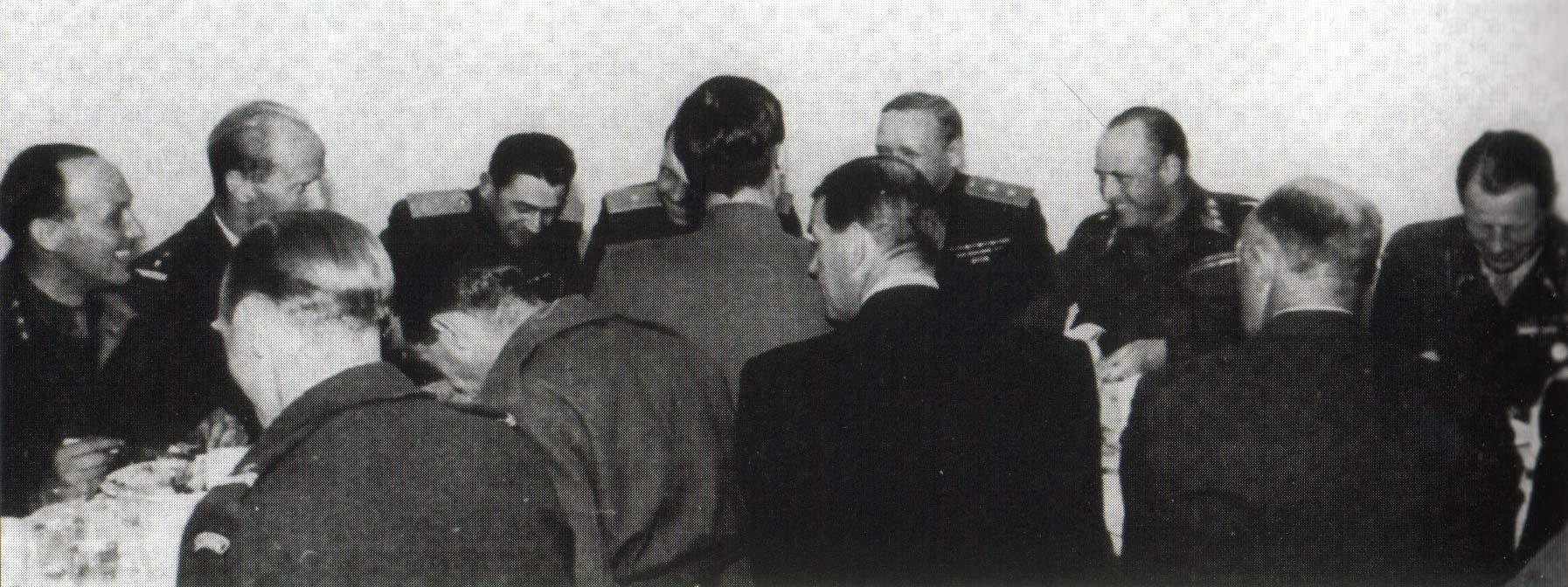
Cena en la ciudad noruega de Kirkenes en julio de 1945. En segundo plano, por la derecha: el coronel Arne Dagfin Dahl, el príncipe heredero Olav y el comandante de las fuerzas soviéticas en Noruega, el teniente general Vladímir Sherbakov.

El 29 de octubre, con la noche polar en ciernes, el Cuartel General soviético, ordenó al Consejo Militar del Frente de Carelia que detuviera todas las operaciones ofensivas, excepto las de reconocimiento, y en consecuencia que el 14.º Ejército pasara a la defensiva. La orden implicaba un amplio redespliege de las tropas soviéticas en el ártico, así el 99.º cuerpo ocupó posiciones defensivas a lo largo del río Neiden y a lo largo de los fiordos noruegos de Langfjord y Korsfjord. El 31.º Cuerpo hizo lo mismo a lo largo de la línea Ivalo-Nautsi. Todos los demás cuerpos (126.º, 127.º, 131.º y 133.º) fueron transferidos a la reserva general del ejército. A partir de ese momento y hasta el final de la guerra el 14.º Ejército mantuvo una posición defensiva en la provincia de Finnmark en el norte de Noruega.

### Posguerra
En agosto de 1945, tras el final de la guerra y la disolución del ejército, quedó a disposición de la Dirección Principal de Personal del Comisariado del Pueblo de Defensa de la URSS. Desde octubre de 1945 hasta febrero de 1947, se desempeñó como subcomandante del Distrito Militar del Báltico. En 1947 se graduó en la Academia Militar del Estado Mayor de las Fuerzas Armadas de la URSS y en febrero de 1947, fue nombrado comandante del Distrito Militar de Arcángel, puesto en el que permaneció hasta mayo de 1949.
Fue elegido diputado de la III Convocatoria del Sóviet Supremo de la Unión Soviética (1950-1954). A partir de mayo de 1949, fue comandante de las tropas del Distrito Militar de Gorki (actual Nizhni Nóvgorod), desde octubre de 1953, fue primer subcomandante del Distrito Militar de Vorónezh, cargo en el que permaneció hasta agosto de 1957 cuando se retiró del servicio activo. Falleció el 4 de noviembre de 1981 en Leningrado.

## Promociones
- Coronel (1935)
- Kombrig (10 de febrero de 1939)
- Mayor general (6 de abril de 1940)
- Teniente general (28 de abril de 1943)[3]

## Condecoraciones
A lo largo de su vida militar Vladímir Shcherbakov recibió las siguientes condecoraciones:
|  | Orden de Lenin (21 de febrero de 1945)                                                                                            |
|  | Orden de la Bandera Roja, cuatro veces (5 de febrero de 1940, 6 de febrero de 1942, 3 de noviembre de 1944 y 20 de junio de 1949) |
|  | Orden de Suvórov de 1.er grado (2 de noviembre de 1944)                                                                           |
|  | Orden de la Estrella Roja (24 de julio de 1981)                                                                                   |
|  | Medalla por el Servicio de Combate                                                                                                |
|  | Medalla Conmemorativa por el Centenario del Natalicio de Lenin «Al valor militar»                                                 |
|  | Medalla por la Defensa de Leningrado                                                                                              |
|  | Medalla por la Defensa del Ártico Soviético                                                                                       |
|  | Medalla por la Victoria sobre Alemania en la Gran Guerra Patria 1941-1945                                                         |
|  | Medalla Conmemorativa del 20.º Aniversario de la Victoria en la Gran Guerra Patria de 1941-1945                                   |
|  | Medalla Conmemorativa del 30.º Aniversario de la Victoria en la Gran Guerra Patria de 1941-1945                                   |
|  | Medalla del 20.º Aniversario del Ejército Rojo de Obreros y Campesinos                                                            |
|  | Medalla del 30.º Aniversario de las Fuerzas Armadas de la URSS                                                                    |
|  | Medalla del 40.º Aniversario de las Fuerzas Armadas de la URSS                                                                    |
|  | Medalla del 50.º Aniversario de las Fuerzas Armadas de la URSS                                                                    |
|  | Medalla del 60.º Aniversario de las Fuerzas Armadas de la URSS                                                                    |
|  | Comendador de la Orden de San Olaf (1945; Noruega)                                                                                |

## Ensayos
Vladímir Ivánovich Shcherbakov escribió varios libros de memorias sobre su participación en la Segunda Guerra Mundial.
- Shcherbakov, Vladímir I. (1994) Región polar: mi destino. - Murmansk.
- Shcherbakov, Vladímir I. (1996) En los flancos costeros: memorias del comandante. - SPb.: Imprenta Lomonosov.- 216 p.